# (5371) 1987 VG1
(5371) 1987 VG1 là một tiểu hành tinh vành đai chính. Nó được phát hiện bởi Seiji Ueda và Hiroshi Kaneda ở Kushiro, Hokkaidō, ngày 15 tháng 11 năm 1987.